# Bodana
Bodana est une commune rurale située dans le département de Kampti de la province du Poni dans la région Sud-Ouest au Burkina Faso.

## Géographie
Bodana est situé à environ 25 km au sud de Kampti et à 6 km au sud de Galgouli. Le village est traversé par la route nationale 12 menant à la frontière ivoirienne, distante de moins d'un kilomètre, dont elle est la localité frontalière.

## Santé et éducation
Le centre de soins le plus proche de Bodana est le centre de santé et de promotion sociale (CSPS) de Galgouli tandis que le centre médical est à Kampti et que le centre hospitalier régional (CHR) de la province se trouve à Gaoua.